# Codlea

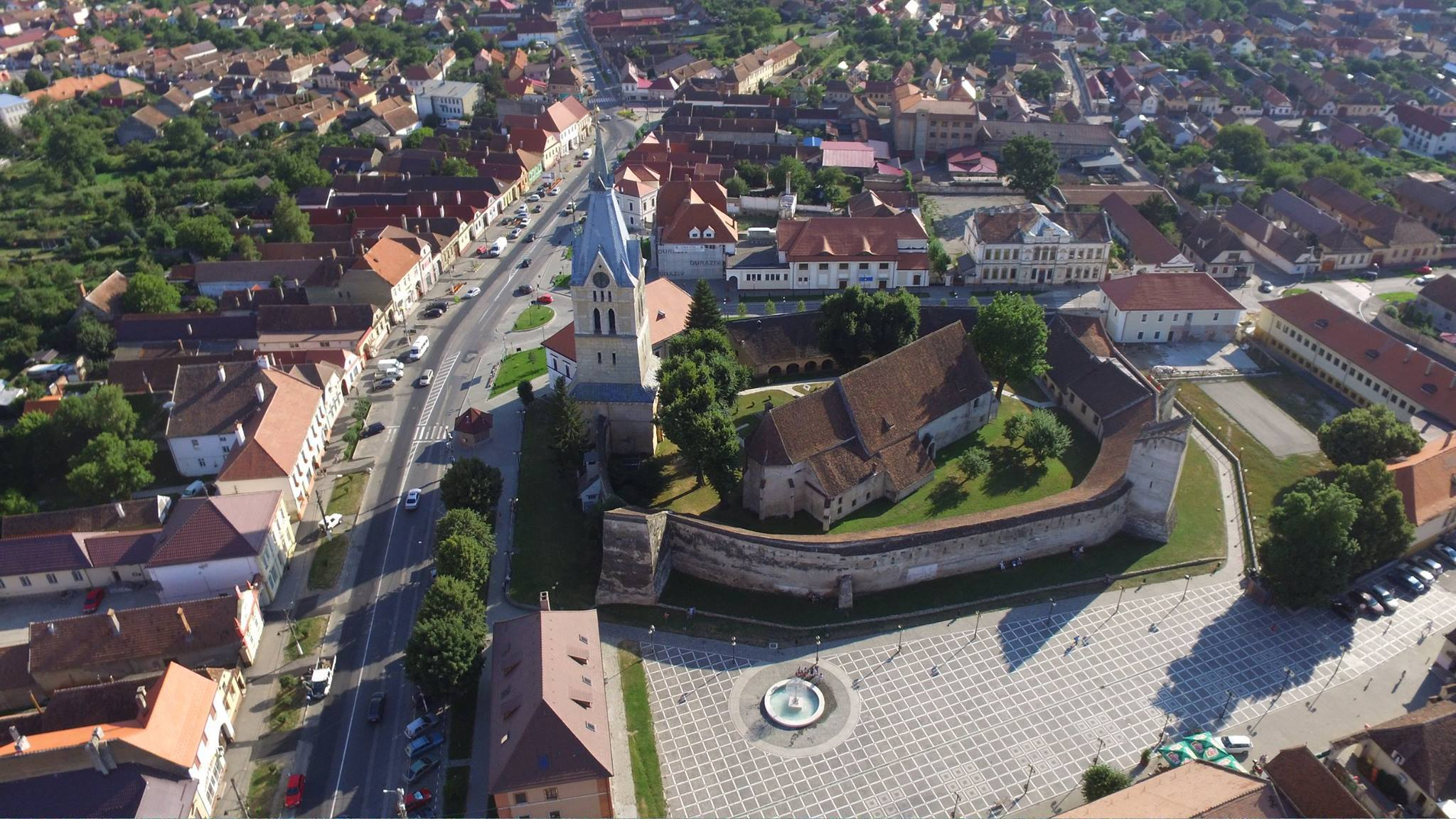
Stadtzentrum mit Kirchenburg

Codlea (deutsch Zeiden, siebenbürgisch-sächsisch Zäöeden, ungarisch Feketehalom) ist eine Stadt im Burzenland am Fuße des Zeidner Berges (Măgura Codlei, 1294 m) im Kreis Brașov in der Region Siebenbürgen in Rumänien.

## Geschichte
Zeiden wurde vom Deutschen Orden im 13. Jahrhundert gegründet und wurde erstmals 1265 urkundlich erwähnt. Der Deutsche Orden verwaltete das Burzenland in den Zeit zwischen 1211 und 1225 (mehr dazu hier). Der Orden errichtete auf einer Bergkuppe unterhalb des Zeidner Bergs eine ihrer Ordensburgen, die Schwarzburg, die bis zur Zeit des Mongolensturms von 1325 bestanden blieb.
Bei der Besiedlung soll der Ort aus zwei Straßen bestanden haben; die Langgasse führte nach Norden, die Marktgasse nach Westen. Der Anfang beider Straßen bildete den Anger, den späteren Marktplatz. Die Anfänge des rumänischen Ortsteils reichen ebenfalls bis ins 13. Jahrhundert zurück. Dieses Viertel entstand südwestlich der sächsischen Siedlung und bildete sich als eigener Ortsteil mit Straßennetz aus; beide Ortsteile wuchsen aber allmählich zu einem Ort zusammen.
Die Haupttätigkeiten der Zeidner im Mittelalter bestanden aus Landwirtschaft, Viehhaltung und Forstwirtschaft. Die wirtschaftliche Stärke des Ortes waren der Getreide-, Flachs- und Gemüsebau. Intensiv wurde auch die Imkerei betrieben. Mit Beginn des 14. Jahrhunderts entwickelte sich das Handwerk mit den Zünften der Wagner, Schmiede, Fassküfer, Leinweber und Schuster.
Ende des 19. Jahrhunderts musste das Zunfthandwerk den ersten Industriebetrieben weichen. 1878 gründeten die Brüder Hornung eine Möbelfabrik, ein Jahr später Johann Horvath eine Werkzeugfabrik. 1896 entstanden die ersten Gewächshäuser, und 1903 wurde ein Elektrizitätswerk errichtet. Gefördert von den I.G. Farben, wurde 1936 die Chemiefabrik gegründet.
Durch die Flurbereinigung Anfang des 20. Jahrhunderts wurde die Voraussetzung für die Entwicklung einer modernen Landwirtschaft geschaffen. Während der Flachsanbau zurückging, weiteten sich der Gemüse- und Obstbau sowie der Blumenanbau aus.
Die Verstaatlichung in den Jahren 1945–1948 und die Deportation der arbeitsfähigen, überwiegend deutschsprachigen, Bevölkerung nach dem Zweiten Weltkrieg hemmten den wirtschaftlichen Aufschwung.
1950 wurde Codlea zur Stadt erklärt.

## Soziales

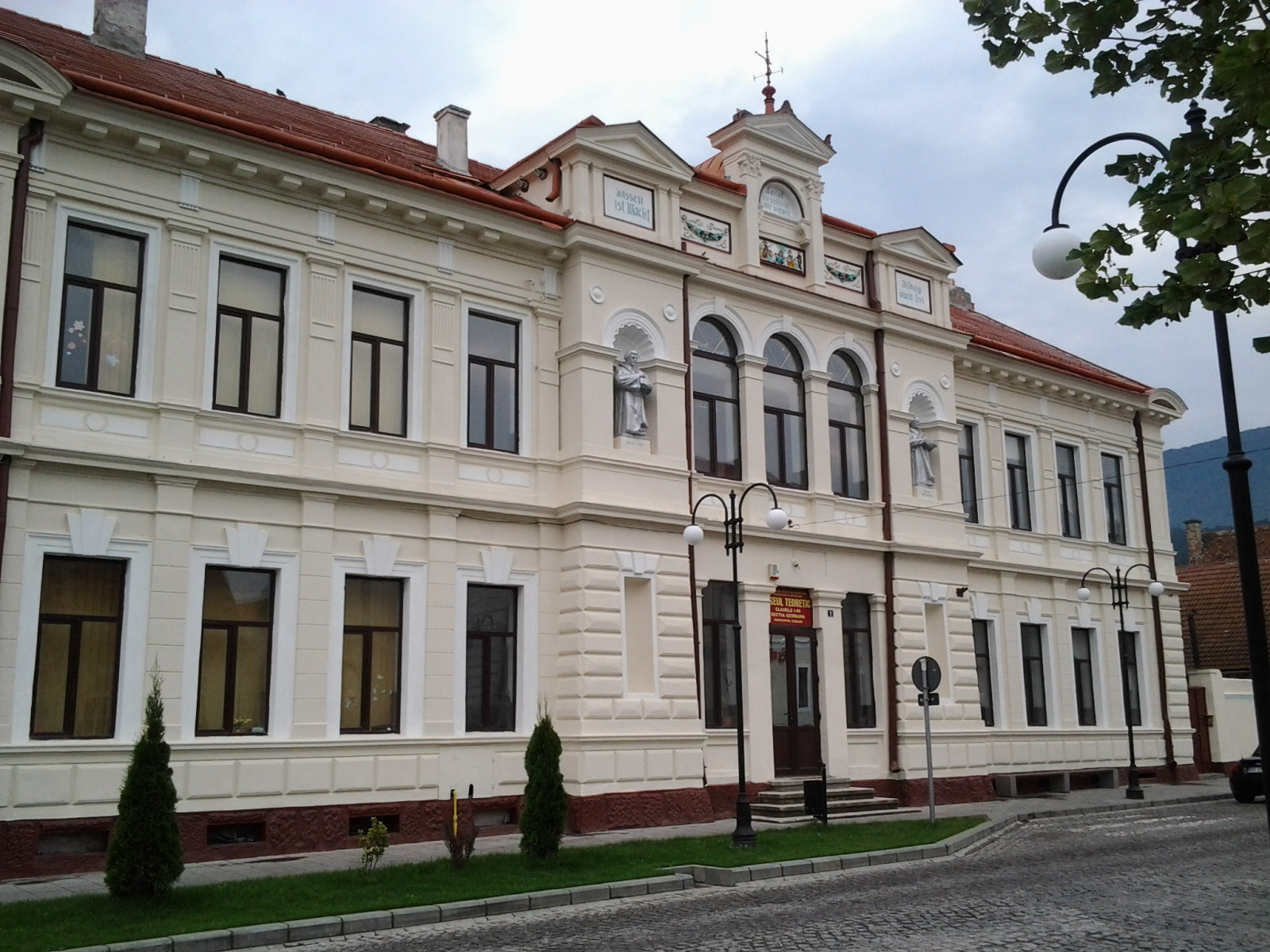
Alte Deutsche Schule

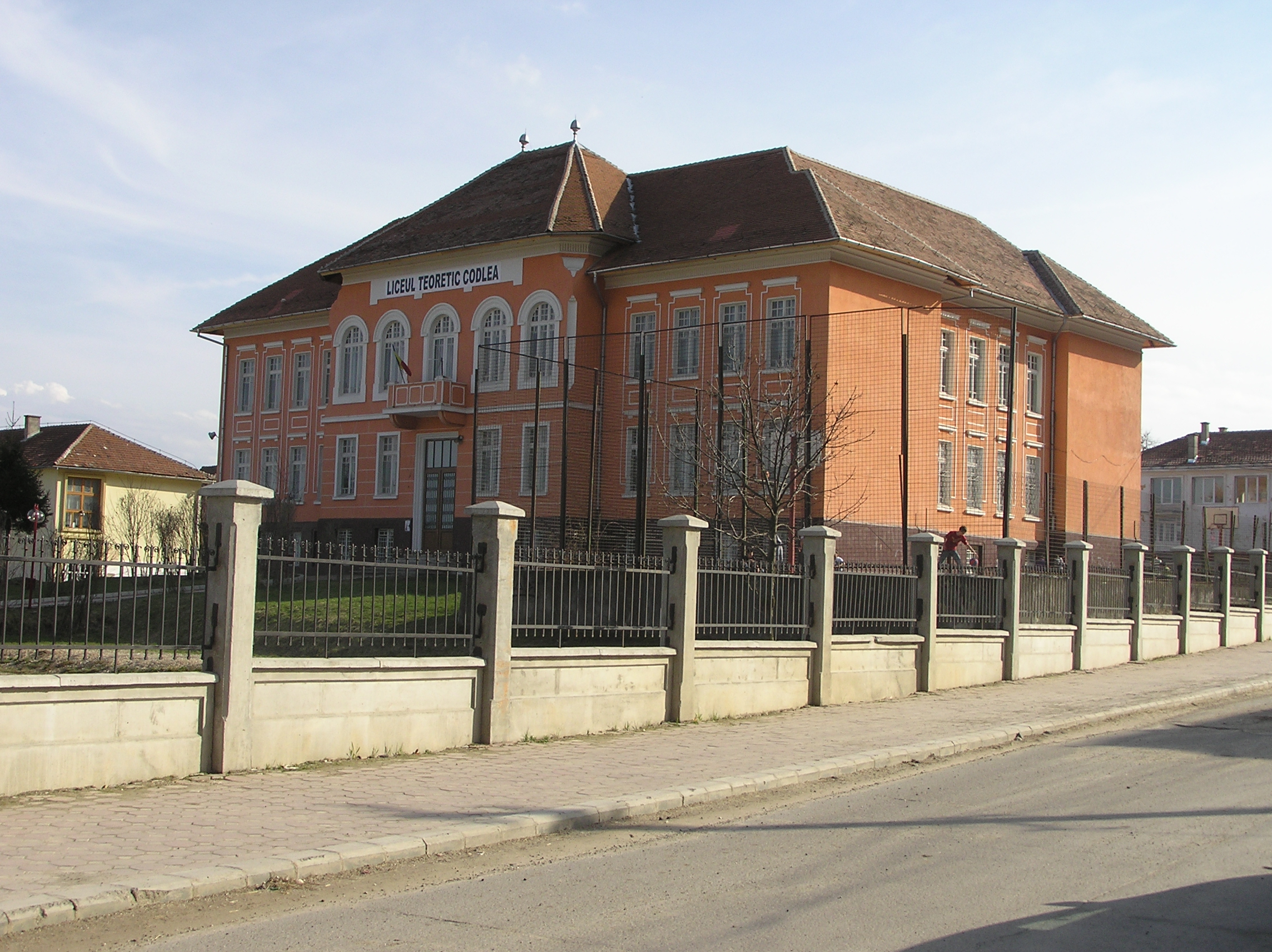
Lyzeum

Nach dem Zweiten Weltkrieg waren ca. 350 Zeidnerinnen und Zeidner in Deutschland und Österreich verblieben. Die ersten Zusammentreffen gab es in München, Offenbach am Main und Stuttgart, wo 1953 die „Zeidner Nachbarschaft“ gegründet wurde. 1954 wurde der erste „zeidner gruß“ der Zeidner Nachbarschaft herausgegeben. Es war somit weltweit das erste Heimatblatt einer siebenbürgisch-sächsischen Heimatortsgemeinschaft in Deutschland und wird seitdem fast jedes Jahr zweimal herausgegeben.
Die in Deutschland aus ehemaligen Bewohnern des Ortes bestehende Stiftung Zeiden unterstützt finanziell die Förderung der Jugend- und Altenhilfe und auch hilfsbedürftige Personen im Ort. Außerdem werden soziale, wirtschaftliche und kulturelle Projekte vor Ort unterstützt. Geplant ist auch die Archivierung der Pfarrakten.

## Demografie
| 1850 | 3.807  | 795    | –     | 2.698 | 314              |
| 1900 | 4.449  | 1.436  | 233   | 2.771 | 9                |
| 1930 | 5.354  | 2.007  | 175   | 3.110 | 62               |
| 1956 | 9.309  | 5.191  | 555   | 2.908 | 49               |
| 1977 | 22.449 | 17.579 | 1.232 | 3.402 | 236              |
| 1992 | 24.547 | 22.423 | 961   | 691   | 472              |
| 2002 | 24.286 | 22.518 | 917   | 367   | 484              |
| 2011 | 21.708 | 17.930 | 569   | 213   | 2.996            |
| 2021 | 20.534 | 15.779 | 334   | 116   | 4.305 (761 Roma) |

Seit der offiziellen Erhebung von 1850 wurde in Codlea die höchste Einwohnerzahl 1992 ermittelt. Die höchste Bevölkerungszahl der Rumänen wurde 2002, der Deutschen und der Magyaren wurde 1977 und die der Roma (1.121) 2011 registriert. Des Weiteren wurden bei fast jeder Aufnahme Ukrainer (höchste Einwohnerzahl 19 1930), Serben und Slowaken registriert.
2009 wurden noch 451 Mitglieder der evangelischen Kirchengemeinde gezählt (Siebenbürger Sachsen). Ende 2021 waren es 371.

## Sehenswürdigkeiten
- Die Kirchenburg[12] aus dem 13. Jahrhundert hat einen ovalen Grundriss mit 85 Metern Durchmesser und umfasst somit den größten Kirchenburghof des Burzenlandes. Von den fünf Türmen die einst an der Ringmauer der Kirchenburg standen, sind heute noch der Schmiedeturm, umgebaut zum heutigen Glockenturm, der Böttcher- und der Weberturm erhalten.
Inmitten der Kirchenburg steht die romanische Saalkirche ohne angebauten Kirchturm.[13] Die Kassettendecke des Langhauses mit den 252 bemalten Feldern ist – laut Inschrift – 1702 entstanden.[5] Geschaffen von Johannes Stolz, Thomas Fayt, Simon Playger und Thomas Groß ist von Letzterem in einem der Felder ein Porträt[14] erhalten geblieben. Jedes Feld bedecken verschiedene Abwandlungen der Lutherrose, welche einen abwärts gerichteten gedrechselten Zapfen aufweisen. Das mittlere achteckige Medaillon mit einer Größe von 12 Feldern, trägt die Autoreninschrift, das Entstehungs- sowie das Renovierungsdatum, welchem der Zeidner Maler Eduard Morres im Jahr 1959 seinen Glanz wieder gab.
Die 1789, unter Benutzung eines bereits vorhandenen Instrumentes, von dem aus Schlesien stammenden Orgelbauer Johannes Prause geschaffene Orgel ist eine der wertvollsten ihrer Art in Siebenbürgen. Am 7. August 2004 wurde mit einer Spende aus Deutschland eine neue Glockenturmbeleuchtung installiert; auch die orthodoxe Kirche wurde damit ausgestattet. Seit Anfang August 2004 gibt es auch eine Informationstafel am Eingang der Kirche. Sie beinhaltet alle wichtigen Informationen über die Zeidner Kirchenburg in den vier Sprachen rumänisch, deutsch, englisch und ungarisch.
Die Kirchenburg und das ehemalige Rathaus, an der Kirchenburg 1829 errichtet, stehen unter Denkmalschutz.[15]
- Die orthodoxe Kirche erbaut nach der Genehmigung von 1783 des Kaiser Joseph II. eine steinerne Kirche.
- Das Waldbad, angelegt in den Jahren 1903/1904 auf Initiative des Zeidner Verschönerungsvereins[16] liegt direkt an der Quelle des Goldbaches, dessen Wasser angeblich sommers und winters beim Austritt aus der Felswand konstant 18 °C aufweist. Das angelegte Becken wurde in den 1930er Jahren wesentlich erweitert.[17] Die 100 Umkleidekabinen, die damals gezimmert wurden, wurden vor einigen Jahren an anderer Stelle durch einige Kabinen mit Plastikvorhängen statt Türen ersetzt. Eine große Wiese bietet viel Platz fürs Sonnenbad. Das Wasser im Becken ist, wegen des ständigen Durchflusses, kühl doch sauber.[18]
- Reste der Schwarzburg der sogenannten castrum Feketewholum, zwischen dem 10. und dem 13. Jahrhundert vom Deutschritterorden am Zeidner Berg errichtet, steht unter Denkmalschutz.[15]

## Verkehr
Der Ort liegt an der Bahnstrecke Brașov–Făgăraș und durch den Ort führt die Europastraße 68. Diese ist zwischen Brașov (Kronstadt) und Codlea vierspurig ausgebaut (Fahrtrichtungen z. T. mit Betonschutzwänden getrennt). Auf halbem Weg liegt der Ort Ghimbav (Weidenbach). In nächster Zeit soll eine Autobahn von Rupea (Reps) kommend südlich am Ort vorbei Richtung Râșnov (Rosenau) und weiter nach Bukarest gebaut werden.

## Wirtschaft
- Gartenbau und Glashäuser nahmen an mehreren Stellen der Stadt eine riesige Fläche ein. Nach der Revolution von 1989 wurden über 1000 Beschäftigte der Glashäuser entlassen.[19] Seit 2013 wird eine Fläche von etwa acht Hektar bewirtschaftet.[20]
- Der AutomobilzuliefererDräxlmaier Group hat hier ein Teile- und Zubehörwerk gebaut.[21]
- Bienenzucht

## Städtepartnerschaften
Seit 2018 besteht eine Städtepartnerschaft mit der Gemeinde Remseck am Neckar.

## Persönlichkeiten
- Petrus Mederus (1602–1678), Dichter, Lehrer und Geistlicher, geboren in Zeiden
- Gustav von Branovaczky (1850–1935), Gemeindearzt in Zeiden
- Michael Königes (1871–1955), Dichter[23]
- Eduard Morres (1884–1980), Maler[24]
- Fritz Klein (1888–1945), KZ-Arzt, wurde hier geboren
- Albert Ziegler (1888–1946), Flugpionier, wurde hier geboren
- Hellmut Ernst (1903–1966), Maschinenbauingenieur, wurde hier geboren
- Arnold Müll (1906–1989), Eisenbahnfotograf und Künstler, wurde hier geboren
- Edgar Wenzel (1919–1980), Schauspieler und Tänzer
- Oskar Zemme (* 1931), Autor, der vor allem für seine Theaterstücke und Hörspielproduktionen bekannt ist
- Georg Aescht (* 1953), Literaturkritiker, Publizist und Übersetzer
- Wilhelm Schabel (* 1973), Hochschullehrer für Verfahrenstechnik, geboren in Zeiden